# 解空
解空，佛教概念，为悟解世间诸法的空相。
佛教在论述各法时，主张诸法为空。其事物体性为“自性空”，相状则称“相空”。因为世界上一切事物都是因缘而生、因缘而合，因无常故所以說空。
释迦佛十大弟子之一、称为“解空第一”的人是须菩提。在《摩訶般若波羅蜜多心經》中记载，须菩提就空相事询问释迦佛陀，佛陀说：“舍利弗，是諸法空相，不生不滅，不垢不淨，不增不減。是空法，非過去、非未來、非現在。”
龙树菩薩為令眾生了解“般若空性”之真實意，以空性“离有无两边”，不生不滅、 不垢不淨、 不增不減.... 等等的中道體性來闡述空性，以期學人能證入空性。
僧肇作《肇論》思想很挨近龍樹學的正義。鳩摩羅什称僧肇是秦人解空第一。
印順導師被稱為“大小共貫的性空論者”、全面而有條理地對“阿含”、“般若”、“中觀”的空義加以綜貫闡揚的第一人。